# Gebhard Heyder
Gebhard Heyder OCD (* 30. November 1904 in Lorenzen im heutigen Lappersdorf als Franz Xaver Heyder; † 18. Mai 1994 in Regensburg) war ein deutscher römisch-katholischer Theologe und Ordenspriester.

## Leben
Franz Xaver Heyder 1926 trat in den Orden der Unbeschuhten Karmeliten ein und erhielt den Ordensnamen Gebhardus a S. Laurentio. Er wurde in Regensburg 1930 zum Priester geweiht. Er bekleidete verschiedene Vikarstellen, widmete sich einem vertieften Bibelstudium und war von Dezember 1940 bis März 1941 zur Wehrmacht eingezogen. Von 1942 bis 1944 war er Vikar im Karmelitenklosters in Neumarkt in der Oberpfalz. Am 20. Dezember 1944 verurteilte ihn der in Nürnberg tagende Volksgerichtshof zum Tode, weil er „von der Kanzel herab die feindlichen Terrorangriffe als eine gerechte Strafe Gottes bezeichnet hatte“. Das Todesurteil wurde jedoch nicht vollstreckt. Im April 1945 wurde er mit 4000 anderen Häftlingen im Todesmarsch nach Dachau getrieben, wo eine Massenhinrichtung geplant war, jedoch von amerikanischen Truppen befreit. Nach dem Krieg leitete er das Schülerheim der Karmeliten in Neumarkt und lebte zuletzt in Regensburg. In seinen Publikationen stellte er sich positiv zu den mystischen Phänomenen in Rodalben („Blutwunder“), Heroldsbach und Mettenbuch.

## Schriften (Auswahl)
- Mirjam von Abellin oder Maria von Jesus dem Gekreuzigten, Karmelitin von Bethlehem. Mit einer Darstellung der Wirksamkeit des Heiligen Geistes bei unserer Erlösung und Heiligung. Regensburg 1931, OCLC 162939650.
- Apokalypse des Sehers auf Patmos. Ulm-Gögglingen 1989, OCLC 214328334.
- Die Psalmen Davids übersetzt und erklärt für Glaube und Frömmigkeit. Ulm-Gögglingen 1989, OCLC 75557092.
- Das Wirken der Engel im Licht des biblischen Engelbuches. Gögglingen 1990, OCLC 165307169.
- Volks-Bibel, der neue Goffine, Altes und Neues Testament (2 Bände), Selbstverlag Gerhard Heyder Regensburg 1974.
- Das heilige Messopfer, mit aszetisch-mystischer Erklärung. Regensburg 1977.
- Advent-Muttergottes in der Waldschlucht, Mettenbuch 1876–1878. Regensburg 1986.